# ダルマティカ

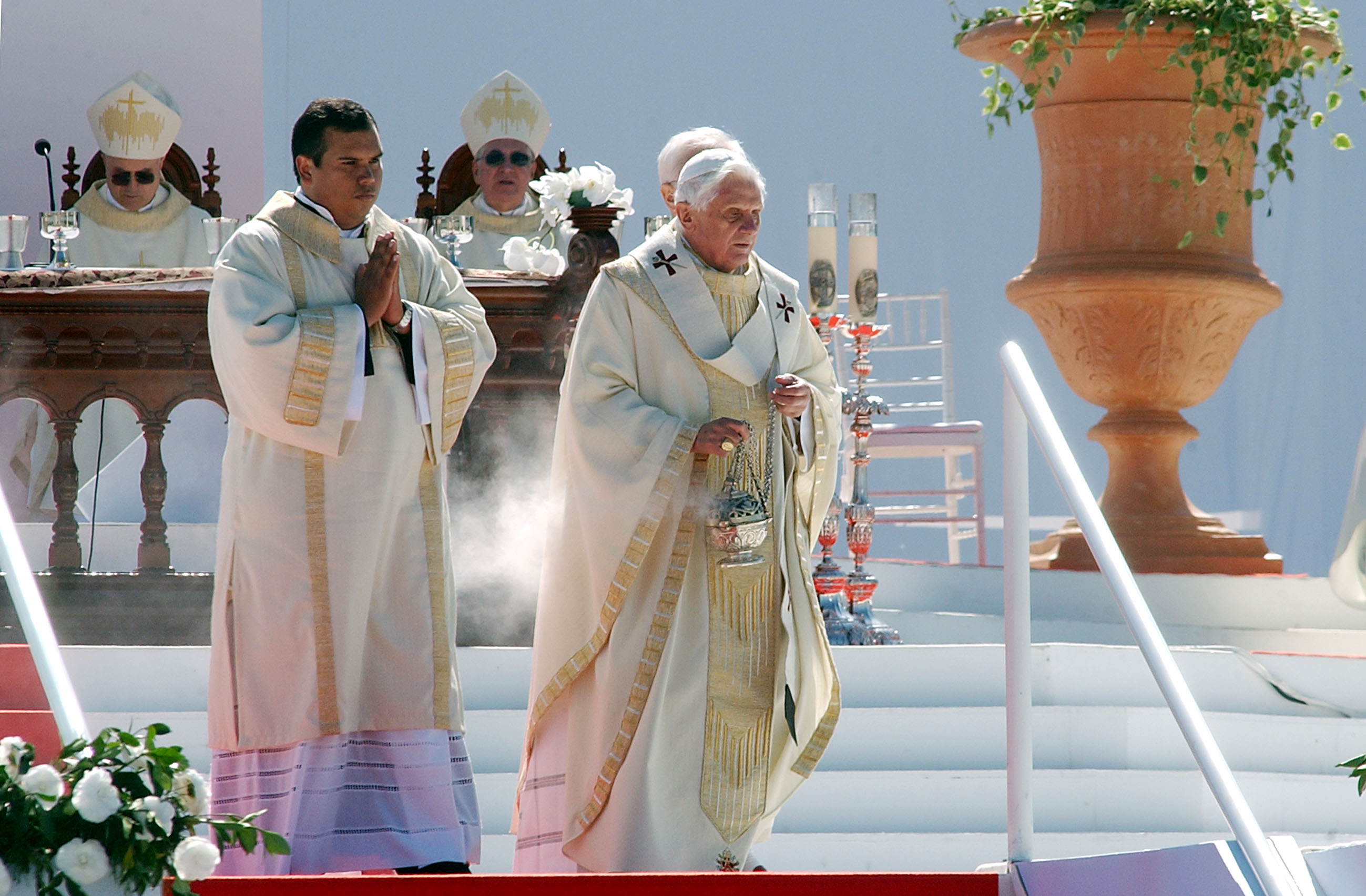
ダルマティカを着用した助祭(ベネディクト16世の後ろ、合掌した人物)

ダルマティカ (dalmatica) とは、ゆるやかな広袖のチュニックの一種。
初期キリスト教徒に好んで着られ、後にローマ帝国の公服となり、法服となった。

## 歴史
2世紀の初めごろ、ダルマチア地方（現在のクロアチア）からイタリアに、ダルマチアの庶民の服装であったダルマティカが流入する。流入した当初のものは、大ぶりのTシャツのような粗末な毛織の衣装であった。
ダルマティカは主に貧しいローマの自由民達に着られた。こうした貧しい市民たちの多くがキリスト教に救いを見出し、初期キリスト教団を形成した。これ以来、ダルマティカはキリスト教と深い関係をもつ衣装となる。
2世紀の末、コンモドゥス帝の頃、ダルマティカが礼服の一つとして採用されることとなる。
3世紀、迫害を受けるキリスト教徒は徐々に勢力を伸ばし始め、ダルマティカもさまざまな階層の人が身につけるようになった。キリスト教徒としての連帯感や信仰とダルマティカが密接に結びつく。
3世紀後半に活躍した第27代教皇こと聖エウティキアヌスは、殉教者の遺体にダルマティカを着せて埋葬するように指示した。
4世紀の初め、皇帝コンスタンティヌス1世はキリスト教を国教として保護する旨を宣言し、ダルマティカはローマ帝国の貴族から市民に至る一般の衣服として広まった。
4世紀の前半に在位した第33代教皇である聖シルウェステル1世は、ダルマティカを助祭の制服として定めた。これは現代まで慣例として残っている。
4世紀末から5世紀初頭、東方の文物が流入する。貴族や皇帝のダルマティカは綴れ織りなどで豪華で重々しく作られるようになり、特に皇帝や皇后のものは宝石が縫いつけられるなど非常に華やかなものとなった。
6世紀の中頃、ユスティニアヌス帝を描いたモザイク画には赤紫のクラヴィがついた白いダルマティカをまとった三人の聖職者が描かれており、当時の聖職者がダルマティカを制服としていたことが分かる。
7世紀頃、キリスト教の布教と共に、徐々に西欧の王族にもビザンツの服装様式が広まるようになった。
9世紀ごろの遺品として、カール大帝のつかったものと伝えられる刺繍を施した豪華なダルマティカが遺されている。ただし、カール大帝の廷臣であったアインハルトによれば、カール大帝自身はフランク風の服装を好んで、ローマ風の服装を嫌っていたとされる。俗世界のダルマティカは西ヨーロッパ風の服装に押されて影が薄くなる。
11世紀ごろ、ブリオーと呼ばれる衣装が流行。ダルマティカと同じチュニック型の衣服で、ダルマティカの末裔とも言える。
12世紀ごろ、聖職者のダルマティカの身幅は狭くなる。
13世紀ごろ、聖職者の襟開きは大きく広がって下に重ねた衣服が見えるほどになり、袖は狭く長くなった。

## 形状
十字に裁断した布地の中央に頭を通す穴を開け、二つ折りにして脇と袖下を縫ったもの。男性のものは脛にかかる程度の丈で、女性は踝丈が多かった。
ごく初期のものは大判のTシャツといった趣のものであったが、2世紀の終わりから3世紀初めにかけて袖と裾を広げたワンピース型となる。
前後の見ごろには、肩から裾にかけて2本の筋飾りが入っている。これを、クラヴィといい筋状に裁った別布を縫いつけたものであった。また、袖口にも同じ筋飾りが縫いつけてある。色は一般的には白でクラヴィは赤など。シャルル5世の遺品である14世紀のダルマティカについて意匠の記録が残っている。藍色のサテンに赤いサテンを裏地に付けて作られ、真珠の縁飾りをつけて金色のユリの紋章が刺繍されたものという。同じく14世紀の遺品には「鷲のダルマティカ」という南ドイツのダマスクス織ダルマティカがある。中国産の赤い絹に鷲の紋章をアップリケして、金糸刺繍と皇帝や王の半身像の刺繍で飾った縁飾りを付けたものである。